# Boomerang (Australia)
Boomerang era un canale televisivo a pagamento australiano per bambini di proprietà della Warner Bros. Discovery International e un canale gemello di Cartoon Network.
A differenza di Cartoon Network, Boomerang trasmetteva solamente in Australia.

## Storia
Prima di diventare un canale autonomo, Boomerang era un blocco a sé stante dedicato ai vecchi cartoni animati Hanna-Barbera, lanciato nel 1995 su Cartoon Network.
Il feed australiano di Boomerang è stato lanciato il 14 marzo 2004, come parte del lancio di Foxtel Digital, con una programmazione molto simile a quella delle versioni americana e britannica. Originariamente dedicato all'animazione classica di studi come Warner Bros., Metro-Goldwyn-Mayer e Hanna-Barbera, il canale si è poi ampliato per includere programmi più contemporanei.
Il 1º novembre 2007, Boomerang ha leggermente cambiato logo, uniformandosi alla sua omonima versione asiatica.
Il 1º dicembre 2012, Boomerang ha rilanciato la sua immagine grafica, cambiando grafiche, bumper e convertendodi nel formato panoramico 16:9. 
Il 3 novembre 2014, Boomerang ha ricevuto un nuovo logo e un nuovo marchio come parte di uno sforzo di rebranding globale che il canale ha subito. 
Il 22 aprile 2021, il canale è stato interrotto su Fetch TV, una piattaforma su cui veniva trasmesso insieme al suo canale gemello Cartoon Network. Dopo tale data, i canali sono diventati esclusivi di Foxtel.
Il canale, insieme a Cartoon Network, è stato chiuso il 13 maggio 2025 dopo la rimozione da Foxtel. Per quanto riguarda la chiusura del canale, un portavoce della Warner Bros. Discovery ha dichiarato: "I canali Cartoon Network e Boomerang sono stati chiusi. Questi contenuti molto amati sono ora disponibili sul nostro servizio di streaming Max, che gli abbonati Foxtel hanno incluso nel loro abbonamento".

## Loghi

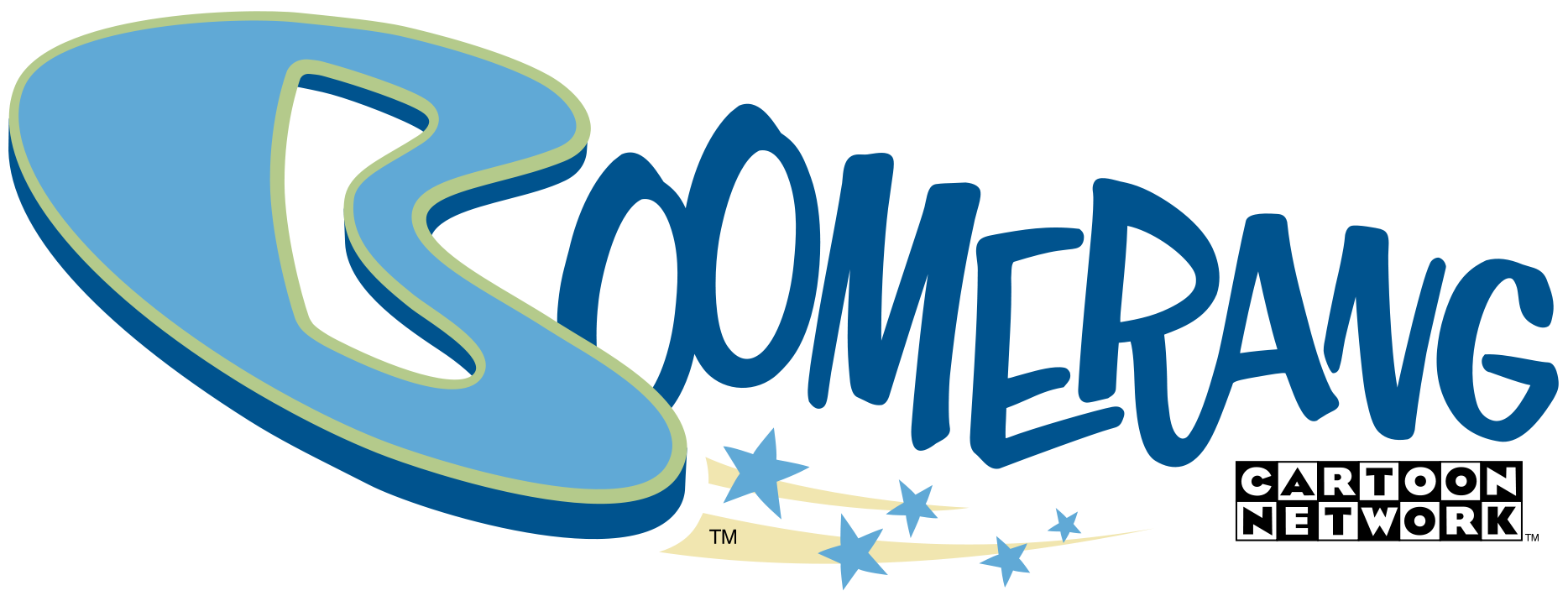
14 marzo 2004 - 1° novembre 2007
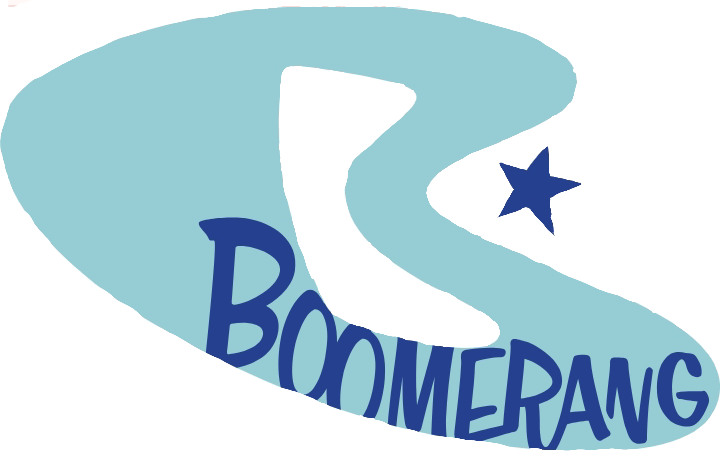
1° novembre 2007 - 1° dicembre 2012
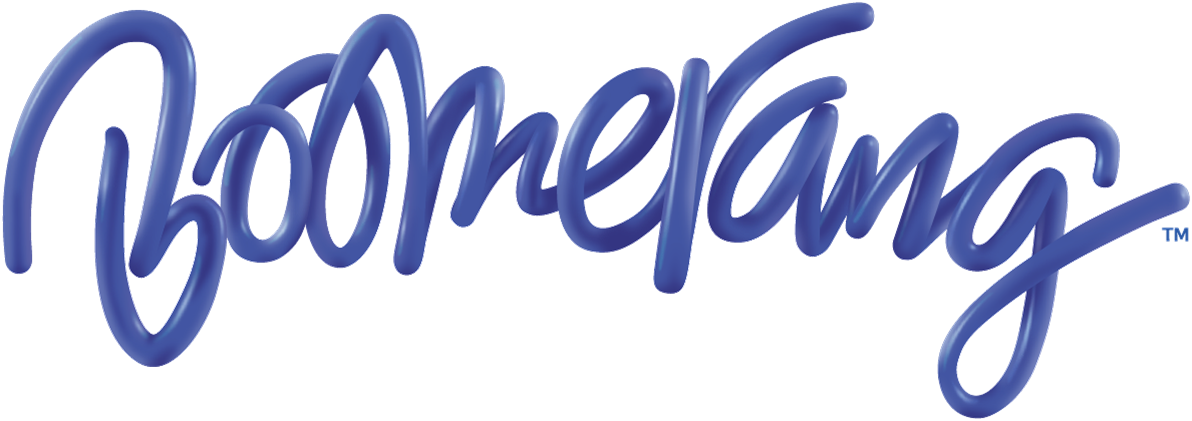
1° dicembre 2012 - 3 novembre 2014
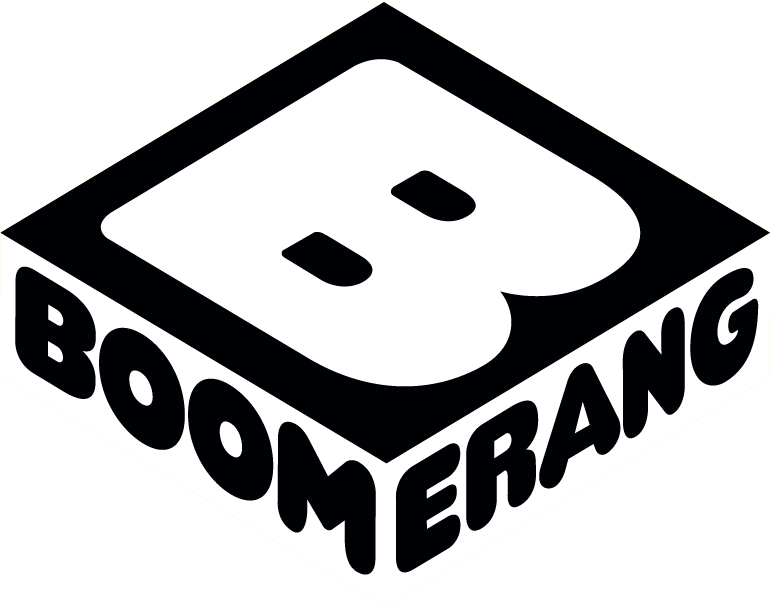
3 novembre 2014 - 13 maggio 2025